# Protesty przeciwko zmianom w sądownictwie w Izraelu

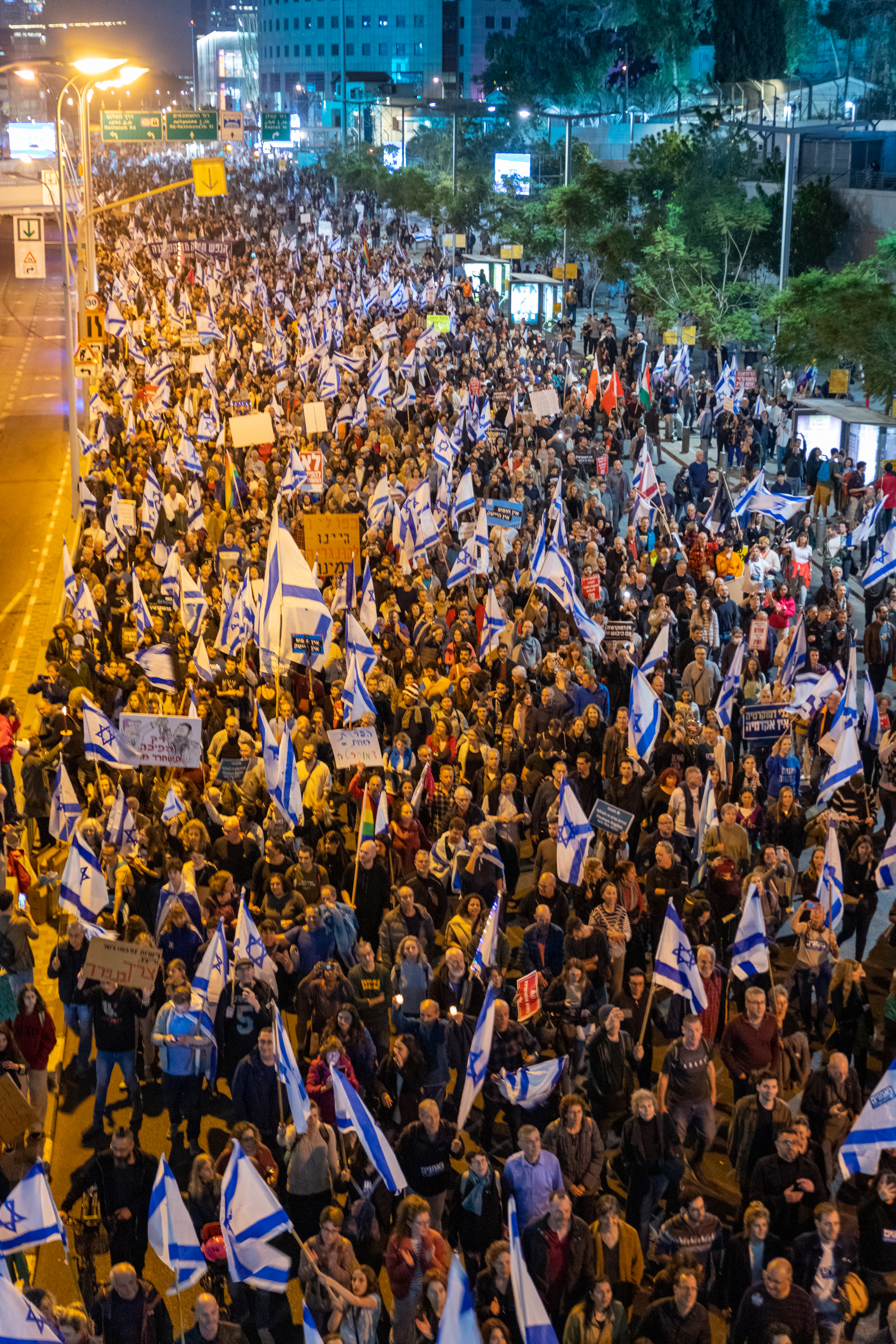
Demonstracja w Tel Awiwie 28 stycznia 2023

Protesty przeciwko zmianom w sądownictwie w Izraelu – seria protestów społecznych, strajków i strajków głodowych przeciwko wprowadzeniu przez rząd Benjamina Netanjahu zmian w prawodawstwie dotyczących systemu sądownictwa, trwających od początku 2023 r. w różnych miastach Izraela. W strajkach wzięły udział różne warstwy społeczne: środowiska uniwersyteckie, związki zawodowe i pracodawcy.
4 stycznia 2023 r. nowo mianowany minister sprawiedliwości Jariw Lewin ogłosił plany reformy izraelskiego sądownictwa, w tym ograniczenie uprawnień Sądu Najwyższego i radców prawnych rządu, a także przyznanie koalicji rządzącej większości w organie mianującym sędziów.
Protesty zapoczątkowały demonstracje 7 stycznia 2023 w Tel Awiwie, w których udział wzięło 20 000 uczestników, równocześnie protestowano w Hajfie. Tydzień później w proteście na stołecznym placu Orkiestry udział wzięło ok. 80 tys. uczestników, protesty odbyły się jednocześnie w Hajfie i Jerozolimie. Demonstracja 21 stycznia 2023 w stolicy zgromadziła wg policji przeszło 100 000 osób.
Protesty powtarzały się regularnie, przybierając na sile,  w lutym i marcu, 1 kwietnia w demonstracjach odbyły się  ponownie w różnych miejscach kraju, w samej stolicy gromadząc blisko 200 000 uczestników. Całkowita szacowana liczba uczestników mogła sięgać pół miliona.
Wskutek nacisku międzynarodowej opinii publicznej oraz marcowego strajku generalnego o niespotykanym natężeniu, który sparaliżował większość izraelskiej gospodarki (w tym banki, lotniska i restauracje), Netanjahu chwilowo wstrzymał proces zmian w sądownictwie.
W 27. tygodniu nieustających, regularnych protestów, które odbywały się każdej soboty po szabasie, rząd wznowił działania, co stało się przyczyną tego, że 11 lipca dziesiątki tysięcy demonstrantów wyszły na ulice miast takich jak: Haifa, Petach Tikva, Beer Sheva, Hod Hasharon i innych, powodując w Tel Avivie paraliż komunikacyjny i uniemożliwiając funkcjonowanie lotniska Ben Guriona. 21 lipca ponad 1100 rezerwistów Sił Powietrznych Izreala podpisało list, w którym ogłosili, że w ramach protestu przeciwko reformie sądownictwa zaprzestają dobrowolnej służby wojskowej w rezerwie.
Manipulacje przy systemie prawodawstwa w Izraelu są porównywane do działań rządu polskiego, co potwierdził też w wywiadzie wiceminister spraw zagranicznych Polski Paweł Jabłoński.